# Otto Berninger
Otto Berninger (* 30. Juli 1898 in Straßburg; † 8. September 1991 in Neumarkt in der Oberpfalz) war ein deutscher Geograph und Hochschullehrer.

## Leben
Nach dem Umzug der Familie nach Baden-Württemberg besuchte Berninger die Oberrealschule in Tübingen, das heutige Kepler-Gymnasium. Während des Ersten Weltkrieges erlangte er 1917 sein Reifezeugnis und kam nach der militärischen Ausbildung im April 1918 als Soldat an die Westfront.
Nach der Entlassung aus der Kriegsgefangenschaft zog er ins ostpreußische Bartenstein, da dort inzwischen seine Mutter und seine Schwester wohnten. Im Jahre 1919 begann er ein Studium der Geographie, Biologie und Geologie an der Albertus-Universität Königsberg, wo Theodor Hurtig zu seinen Kommilitonen gehörte. Zwischenzeitlich studierte er ein Jahr lang an der Ruprecht-Karls-Universität Heidelberg und wurde entscheidend von Alfred Hettner geprägt. Zurück in Königsberg promovierte er 1923 an der Albertina mit der Dissertation Morphologische Beobachtungen im Gebiet der mittleren Alle, worin er die Kartierung von Flussterrassen an der Alle thematisierte.
Auf eine Empfehlung von Hettner bekam Berninger im Oktober 1923 eine Assistentenstelle am Geographischen Institut der Erlanger Universität bei Robert Gradmann. 1924 erhielt er erstmals einen Lehrauftrag für Vorbereitungskurse in den Fächern Astronomie und Geophysik und bildete sich parallel in Veranstaltungen anderer Fächer weiter.
Anfang 1925 brach Berninger zu einer einjährigen Forschungsreise nach Südamerika auf. Die Erfahrungen seines Aufenthaltes, während dessen er ganz Chile und das angrenzende Bolivien teilweise kennenlernte, bildeten die Grundlagen für seine Habilitationsschrift Wald und offenes Land in Süd-Chile seit der spanischen Eroberung.
Ab dem Wintersemester 1931/32 erhielt Berninger einen unbesoldeten Lehrauftrag für „Kolonialgeographie und Auslandskunde“. Zudem war er der Leiter der Ortsgruppe der Deutschen Kolonialgesellschaft. Im Jahre 1934 übernahm Berninger nach Gradmanns Emeritierung erst die Vertretung des Lehrstuhls und wurde kurze Zeit später, da der berufene Friedrich Metz nach einem kurzen Gastspiel in Erlangen zur Universität Freiburg wechselte, zum außerplanmäßigen Professor ernannt und 1937 zum Extraordinarius. Die Assistentenstelle des Geographischen Instituts besetzte Berninger 1938 auf Empfehlung von Hans Schrepfer und Walter Behrmann mit dem später bedeutenden Wirtschaftsgeographen Erich Otremba.
Berninger veröffentlichte in den von Albrecht Penck begründeten und von Norbert Krebs herausgegebenen Geographischen Abhandlungen.
Berninger beantragte am 25. September 1939 die Aufnahme in die NSDAP und wurde zum 1. November desselben Jahres aufgenommen (Mitgliedsnummer 7.257.406). Im Jahre 1940 wurde er zum ordentlichen Professor ernannt. Im Januar 1941 stellte er Ernst Gagel als studentische Hilfskraft ein. Im Sommersemester 1944 wurde das zahlenmäßige Maximum an Studierenden der Geographie erreicht, wobei nunmehr die Mehrzahl Studentinnen waren.
Nach dem Ende des Krieges wurde Berninger aufgrund seiner NSDAP-Mitgliedschaft kurzzeitig entlassen, konnte aber schon im Wintersemester 1945/46 wieder unterrichten. 1947 wurde er erneut für ein Jahr seines Amtes enthoben. Erst 1949 normalisierten sich die Verhältnisse am Institut und in den 1950er Jahren las Berninger hauptsächlich über Geomorphologie, Biogeographie, die Geographie der Kulturlandschaft und die Länderkunde Mitteleuropas, der Mittelmeerländer und der Südkontinente.
Im Jahre 1954 gründete er die Fränkische Geographische Gesellschaft und hatte entscheidenden Anteil an der Etablierung der von der Gesellschaft herausgegebenen Mitteilungen der Fränkischen Geographischen Gesellschaft. Ein besonders Anliegen war Berninger die Durchführung von Exkursionen – selbst leitete er 29 mehrwöchige Studienreisen und 21 eintägige Ausflüge. Zudem wurde Berninger, dessen Exkursionen oft mit weiten Wanderungen verbunden waren, 1954 der Vorsitzende der Sektion Erlangen des Deutschen Alpenvereins. In dieser Funktion bemühte er sich intensiv um die Erhaltung der Erlanger Hütte.
Im Jahre 1963 wurde Berninger am Geographischen Institut emeritiert.
Bis 1979, als die Fränkische Geographische Gesellschaft bereits über tausend Mitglieder hatte, blieb Berninger der erste Vorsitzende.

## Publikationen
- Morphologische Beobachtungen im Gebiet der mittleren Alle. Dissertation. 1923.
- Wald und offenes Land in Süd-Chile seit der spanischen Eroberung. Habilitationsschrift. 1929.
- mit Fritz Klute, Walter Behrmann, Albrecht Burchard: Die ländlichen Siedlungen in verschiedenen Klimazonen. 1933.
- Was heißt Franken? In: Das Bayerland. 45, 1934.
- Die landschaftliche Gliederung Frankens. In: Jahrbuch für fränkische Landesforschung an der Universität Erlangen. 1935.
- mit Hans Scherzer: Gau Bayreuth. Land, Volk und Geschichte. 1943.
- Martin Behaim, zur 500. Wiederkehr seines Geburtstages am 6. Oktober 1459. In: Mitteilungen der Fränkischen Geographischen Gesellschaft. 1960.